# Brachymyrmex patagonicus
Brachymyrmex patagonicus es una especie de hormiga perteneciente al género Brachymyrmex, categorizada en la tribu Myrmelachistini, de la subfamilia Formicinae.

## Distribución
Se distribuye por Argentina, Brasil, Chile, Colombia, Costa Rica, Ecuador, Estados Unidos, islas Galápagos, Guatemala, Honduras, Jamaica, México, Panamá, Paraguay, Uruguay, China y Japón. Se ha encontrado a altitudes de 4-2270 m s. n. m.

## Taxonomía
Fue descrita por Mayr en 1868.